# Portada/efemèride maig 14
Henry Rider Haggard
« 13 de maig · 14 de maig · 15 de maig »